# 渋谷和彦
渋谷 和彦（しぶや かずひこ、1971年6月15日 - ）は、社会情報学・社会心理学を主に研究する研究者。琉球大学国際地域創造学部教授。

## 概要
1997年3月、中央大学大学院文学研究科社会情報学専攻修了、修士（社会情報学）。日本社会心理学会、日本グループ・ダイナミックス学会、日本バイオ・インフォマティクス学会、日本シミュレーション&ゲーミング学会等の国内学会正会員の他、AASPなどの国際学会正会員。
中央大学大学院では、社会学・社会情報学者である吉田民人と直接話をする機会に恵まれた。
文理融合、および、バイオから社会全般までを情報という視点から研究を続けている。
また、2002年、国際高等研究所においては、バイオ･インフォマティクスの人材育成コースも修了し、松原謙一、富田勝などから薫陶も受けている。
2002年から独立行政法人 産業技術総合研究所の研究員として、ユビキタス･コンピューティングを研究した。その後、2005年から独立行政法人 理化学研究所に常勤勤務し、研究戦略構想・立案、科学技術政策の調査・研究を進めている。大学教育においても、東海大学、武蔵野大学で非常勤講師などを兼務・担当。他にも、 統計数理研究所共同研究員として、科学技術政策の研究を行ったことがある。
2011年、筑波大学にて、博士(システムズ･マネジメント)の博士学位を取得。 
人工社会研究の推進や、ユビキタス環境を活用した新しい協同学習手法「ユビキタス・ジグソー法」を提唱。
これらの業績は、国際社会学会(ISA)等の国内外の諸学会や、スウェーデンなどの欧州の大学、そして、カナダの研究機関および国防省(例えば、Defence Research and Development Canada(DRDC))などからも評価を受けており、アメリカ陸軍･空軍の情報機関などからもインデックスされている。2009年に刊行された空間情報のハンドブック(洋書)にも、その成果が紹介され、防災・防衛分野においても、彼が研究する空間情報と人間行動の研究成果が評価されている。
2023年3月、Future of Life Instituteが発表した巨大AI開発を一時停止すべきとの公開書簡「Pause Giant AI Experiments」に賛同し、署名した。Full Name: Kazuhiko Shibuya, Job Title/Position: GPU, Japan, Professor, Computers in Human Behavior Report, Editorial Board Member (Elsevier Journal).
2024年4月、琉球大学国際地域創造学部   教授 （専任）就任。

## 著書

### 洋書
- Shibuya,K 2006 Collaboration and Pervasiveness：Enhancing Collaborative Learning Based on Ubiquitous Computational Services, including as Chapter 15 (pp.369-pp.390), in Lytras, M&Naeve,A (Eds.) Intelligent Learning Infrastructures for Knowledge Intensive Organizations: A semantic web perspective, IDEA group Publishing(Information Science Pub.), ISBN 1-59140-503-3 (Hard Cover Book)

- Shibuya,K 2006 Actualities of Social Representation: Simulation on Diffusion Processes of SARS Representation, in Cor van Dijkum,Jorg Blasius&C. Durand (Eds.), Recent Developments and Applications in Social Research Methodology, Proceedings of the RC33 Sixth International Conference on Social Science Methodology,Amsterdam 2004(2nd.Ed.), CD-ROM, ISBN 3-938094-44-3, Budrich-verlag

## 論文

### 英文
- Shibuya,K 2004 A Framework of Multi-Agent Based Modeling, Simulation and Computational Assistance in an Ubiquitous Environment，SIMULATION :Transactions of The Society for Modeling and Simulation International, Special issue on Component-based Modeling&Simulation, vol.80, no.7-8, P.367-380 (ISSN:0037-5497), SAGE Publication

### 和文
- 渋谷和彦 2004 エージェント･システムによる社会心理学研究の視座, シミュレーション&ゲーミング　vol.14, no.1, pp.11-18 (ISSN: 1345-1499)
- 渋谷和彦 2005 ユビキタス・ジグソー法による協同学習の構想 -ネットワーク構成型協同学習へ向けて-, シミュレーション&ゲーミング vol.15,no.1,pp.24-34(ISSN: 1345-1499)
- 渋谷和彦 2011 遍在的なコラボレーションのための基礎研究, 博士学位論文

## 報告書
- 渋谷和彦 編著 2007　大学共同利用機関法人 情報･システム研究機構 統計数理研究所 平成19年度共同研究　統計数理研究所 研究教育活動報告 No.26「科学技術研究評価と合理的政策意思決定手法の基礎研究」(課題番号：19-共研-0008)